# Бедлевич II
Бедлевич II (пол. Bedlewicz II) - шляхетський герб - підвид (відміна, різновид) герба Бедлевич.

## Опис герба
Опис згідно з класичними правилами блазонування:
У червоному полі три річки срібні хвилясті у перев'яз вправо, одна над другою. 
В клейноді три пера страуса. 
Клейнод червоний, підбитий сріблом.

## Найбільш ранні згадки
Невідоме походження виду.

## Роди
Бедлевичі (Bedlewicz).